# Фиолетово-чёрный
«Фиоле́тово-чёрный» — одна из самых известных песен группы «Пикник», записанная в 2000 году и осенью того же года впервые за долгие годы для группы попавшая в активную ротацию на «Нашем радио» и в хит-парад «Чартова дюжина». В 2001 году песня вышла на альбоме «Египтянин». В том же году песня была записана на одноимённом сборнике уже в качестве заглавной. «Фиолетово-чёрный» стал одной из «визитных карточек» «Пикника» и исполняется группой почти на каждом концерте. Автор песни — лидер группы Эдмунд Шклярский.

## История
Музыка и слова Эдмунда Шклярского

Видно, дьявол тебя целовал

В красный рот, тихо плавясь от зноя,

И лица беспокойный овал

Гладил бархатной тёмной рукою.

Если можешь, беги, рассекая круги.

Только чувствуй себя обречённой.

Стоит солнцу зайти, вот и я

Стану вмиг фиолетово-чёрным.

Фиолетово-фиолетово-чёрный,

Фиолетово-фиолетово-чёрный.

<...>

Hет, не хватит, ещё и ёще.

Hет, не хватит, ведь было такое.

Он лица беспокойный овал

Гладил бархатной тёмной...

Фиолетово-фиолетово-чёрный,

Фиолетово-фиолетово-чёрный.
По утверждению Алины Шклярской, история песни ведёт своё начало с 1993 года. По свидетельству автора песни Эдмунда Шклярского, сначала ему хотелось написать картину в фиолетово-чёрных тонах, но из этого ничего не получилось, а нереализованное в живописи желание через несколько лет сублимировалось в песню.
Песня была записана в 2000 году и осенью того же года в качестве радиосингла впервые за долгие годы для группы попала в активную ротацию на «Нашем радио» и в хит-парад «Чартова дюжина». В 2008 году «Фиолетово-чёрный», не попав в «чартову дюжину» (13) песен десятилетия (1998—2008) по выбору слушателей, тем не менее попал в пятёрку песен десятилетия по выбору редакции «Нашего радио» под четвёртым номером.
В записи песни для альбома «Египтянин» участвовали Эдмунд Шклярский (вокал, гитара), Святослав Образцов (бас-гитара, бэк-вокал), Сергей Воронин (клавишные) и Леонид Кирнос (ударные).
В шоу группы, последовавшем за выходом альбома «Египтянин», в песне «Фиолетово-чёрный» впервые появился пиротехнический знак.
«Пикник» практикует совместные концертные выступления «Фиолетово-чёрного» с другими исполнителями. Самые известные из них — с Вадимом Самойловым и Валерием Кипеловым. Все они происходят под одну кальку. Первую строфу первого куплета, чтобы зафиксировать привычную для слушателей авторскую интонацию песни, исполняет один Эдмунд Шклярский. Первую строфу второго куплета в собственной манере поёт один приглашённый исполнитель:
Да, сегодня позволено всё,

Что крушишь себя так увлечённо.

Видишь, я над тобою кружу.

Это я, фиолетово-чёрный.
Остальные фрагменты песни поют оба исполнителя, как правило, придерживаясь манеры пения Шклярского.
Отдельную кавер-версию песни в более быстром темпе записала от лица женщины Юта, включив её в свой третий студийный альбом 2003 года «Рожь и клевер». Если в мужском варианте Эдмунда Шклярского фиолетово-чёрный — принадлежность только мужчины, обращающегося к женщине, то в женском варианте Юты фиолетово-чёрный перетекает из мужского в женское. Вариант Юты отдельно ротировался на «Нашем радио». В 2003 году вариант Юты вошёл в сборник «Трибьют (Пикник)», посвященный группе.
В 2015 году Юта вновь включила «Фиолетово-чёрный» в свой сборник «Любимый мой. Лучшие песни».

## Рецепция
Неясность для слушателей авторского посыла текста песни заставляет их постоянно задаваться вопросом о смысле песни и адресовать этот вопрос автору — Эдмунду Шклярскому. Шклярский никогда не отвечает в полной мере и зачастую формально подтверждает предположение задающего вопрос, на самом деле оставляя вопрос открытым.
Ключевым утверждением автора можно назвать следующее: «„Фиолетово-черный“ — это просто про любовь». Иногда он это утверждение разворачивает:
…Это песня о любви, как мне кажется, может, о какой-то специфической, но тем не менее это одна из лирических песен, которых, может, у нас не так много, но она лирическая.
Смысл примерно такой же, как и в песне «Твоё сердце должно быть моим», только с более резкими и угрожающими интонациями.
На вопрос, какое значение для него имеет фиолетово-чёрное цветовое сочетание, Шклярский отвечает так:
Эстетическое значение, безусловно. Кришнаиты утверждают, что именно этого цвета должна быть кожа у божества.
На просьбу ведущего программы «Воздух» «Нашего радио» подтвердить или опровергнуть, что «Фиолетово-чёрный» — это своеобразное посвящение группе Rolling Stones, Шклярский отвечает (смеясь и тем самым, возможно, сводя свой ответ к ничтожному): «Я это полностью подтверждаю».